# Scheiblingkirchen-Thernberg
Scheiblingkirchen-Thernberg ist eine Marktgemeinde mit 1956 Einwohnern (Stand 1. Jänner 2025) im Bezirk Neunkirchen in Niederösterreich.

## Geografie
Scheiblingkirchen-Thernberg liegt im Industrieviertel in Niederösterreich. Die Fläche der Marktgemeinde umfasst 37,83 Quadratkilometer. Fast zwei Drittel der Fläche sind bewaldet. Der Markt liegt im Schlattental und im Pittental, die höchste Erhebung ist der Gsollberg mit 790 Meter über dem Meer. Im Gemeindegebiet befindet sich der Naturpark Türkensturz.

### Gemeindegliederung
| Katastralgemeinden                                                                               | Ortschaften in der Gemeinde |
| ------------------------------------------------------------------------------------------------ | --- |
| Gleißenfeld (7,95 km²) Reitersberg (1,82 km²) Scheiblingkirchen (2,26 km²) Thernberg (25,80 km²) | Gleißenfeld Sollgraben (W) Reitersberg (R) · Scheiblingkirchen (M) · Thernberg Arzberg (R) Außerschildgraben (R) Breitenstein (R) Eichberg (R) Grub (R) Hart (R) Innerschildgraben (R) Kreuth (R) Miesleiten (R) Neustift (R) Ofenbachgraben (R) Ofenberg (R) Schlag (R) Steinhof (W) Unterbromberg (R) Urbach (R) Weingart (R) Witzelsberg (R) Zißhof (W) |
| Legende                                                                                          | |

| In der Spalte Katastralgemeinden sind sämtliche Katastralgemeinden einer Gemeinde angeführt. In der Klammer ist die jeweilige Fläche in km² angegeben. |
| In der Spalte Ortschaften sind sämtliche von der Statistik Austria erfassten Siedlungen, die auch eine eigene Ortschaftskennziffer aufweisen, angeführt. In der Hierarchieebene derselben Spalte, rechts eingerückt, werden nur Ansiedlungen, die mindestens aus mehreren Häusern bestehen, dargestellt. Die wichtigsten der verwendeten Abkürzungen sind: - M = Hauptort der Gemeinde - Stt = Stadtteil - R = Rotte - W = Weiler - D = Dorf - ZH = Zerstreute Häuser - Sdlg = Siedlung - Hgr = Häusergruppe - E = Einzelgehöft (nur wenn sie eine eigene Ortschaftskennziffer haben) Die komplette Liste der Statistik Austria ist in: Topographische Siedlungskennzeichnung nach STAT Zu beachten ist, dass manche Orte unterschiedliche Schreibweisen haben können. So können sich Katastralgemeinden anders schreiben als gleichnamige Ortschaften bzw. Gemeinden. Quelle: Statistik Austria – |

Das Gemeindegebiet umfasst folgende fünf Ortschaften (in Klammern Einwohnerzahl Stand 1. Jänner 2025):
- Gleißenfeld (508)
- Reitersberg (69)
- Scheiblingkirchen (650)
- Thernberg (658)
- Witzelsberg (71)

Die Gemeinde besteht aus den Katastralgemeinden Gleißenfeld, Reitersberg, Scheiblingkirchen und Thernberg.

### Nachbargemeinden
| Natschbach-Loipersbach | Seebenstein                                 | Pitten          |
| Wartmannstetten        | Kompassrose, die auf Nachbargemeinden zeigt | Bromberg (WB)   |
| Warth                  | Thomasberg                                  | Lichtenegg (WB) |

## Geschichte

Scheiblingkirchen (Mitte links) um 1880 (Aufnahmeblatt der Landesaufnahme)

Im Altertum war das Gebiet Teil der Provinz Noricum.
Am 1. Jänner 1971 wurden die Gemeinden Scheiblingkirchen und Thernberg zur Gemeinde Scheiblingkirchen-Thernberg zusammengelegt.

### Bevölkerungsentwicklung
| Scheiblingkirchen-Thernberg: Einwohnerzahlen von 1869 bis 2025 | Scheiblingkirchen-Thernberg: Einwohnerzahlen von 1869 bis 2025 | Scheiblingkirchen-Thernberg: Einwohnerzahlen von 1869 bis 2025 | Scheiblingkirchen-Thernberg: Einwohnerzahlen von 1869 bis 2025 | Scheiblingkirchen-Thernberg: Einwohnerzahlen von 1869 bis 2025 |
| -------------------------------------------------------------- | -------------------------------------------------------------- | -------------------------------------------------------------- | -------------------------------------------------------------- | -------------------------------------------------------------- |
| Jahr                                                           |                                                                |                                                                |                                                                | Einwohner                                                      |
| 1869                                                           | 1869                                                           |                                                                | 1.642                                                          | 1.642                                                          |
| 1880                                                           | 1880                                                           |                                                                | 1.706                                                          | 1.706                                                          |
| 1890                                                           | 1890                                                           |                                                                | 1.658                                                          | 1.658                                                          |
| 1900                                                           | 1900                                                           |                                                                | 1.661                                                          | 1.661                                                          |
| 1910                                                           | 1910                                                           |                                                                | 1.787                                                          | 1.787                                                          |
| 1923                                                           | 1923                                                           |                                                                | 1.867                                                          | 1.867                                                          |
| 1934                                                           | 1934                                                           |                                                                | 1.711                                                          | 1.711                                                          |
| 1939                                                           | 1939                                                           |                                                                | 1.643                                                          | 1.643                                                          |
| 1951                                                           | 1951                                                           |                                                                | 1.670                                                          | 1.670                                                          |
| 1961                                                           | 1961                                                           |                                                                | 1.604                                                          | 1.604                                                          |
| 1971                                                           | 1971                                                           |                                                                | 1.655                                                          | 1.655                                                          |
| 1981                                                           | 1981                                                           |                                                                | 1.767                                                          | 1.767                                                          |
| 1991                                                           | 1991                                                           |                                                                | 1.842                                                          | 1.842                                                          |
| 2001                                                           | 2001                                                           |                                                                | 1.821                                                          | 1.821                                                          |
| 2011                                                           | 2011                                                           |                                                                | 1.909                                                          | 1.909                                                          |
| 2021                                                           | 2021                                                           |                                                                | 1.948                                                          | 1.948                                                          |
| 2025                                                           | 2025                                                           |                                                                | 1.956                                                          | 1.956                                                          |
| Quelle(n): Statistik Austria, Gebietsstand 1.1.2021            |                                                                |                                                                |                                                                |                                                                |

### Religion
Nach den Daten der Volkszählung 2001 sind 92,7 % der Einwohner römisch-katholisch und 1,0 % evangelisch. 0,3 % sind Muslime, 0,1 % gehören orthodoxen Kirchen an. 4,8 % der Bevölkerung haben kein religiöses Bekenntnis.

## Kultur und Sehenswürdigkeiten

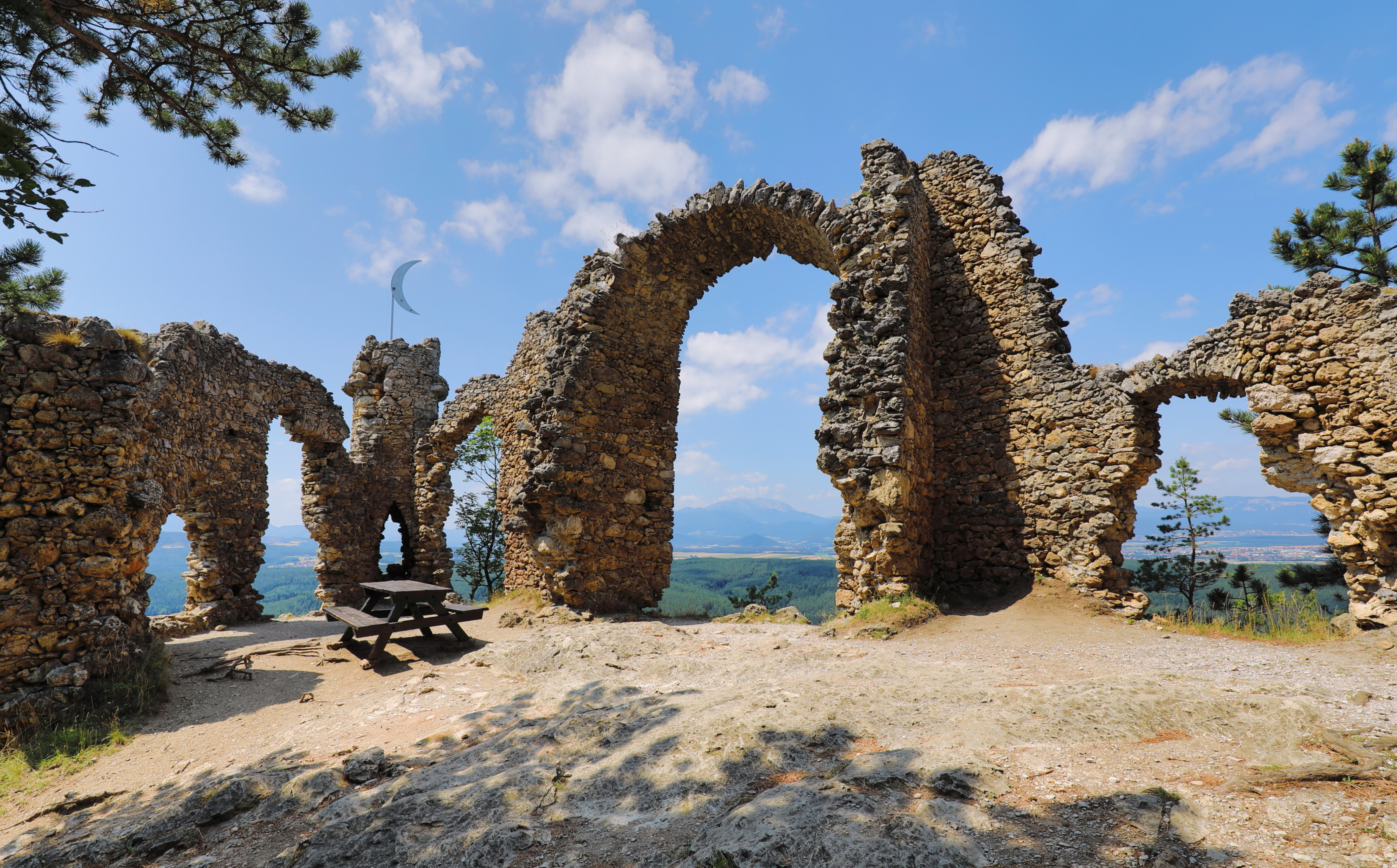
Die Ruine „Türkensturz“ im Ortsteil Gleißenfeld

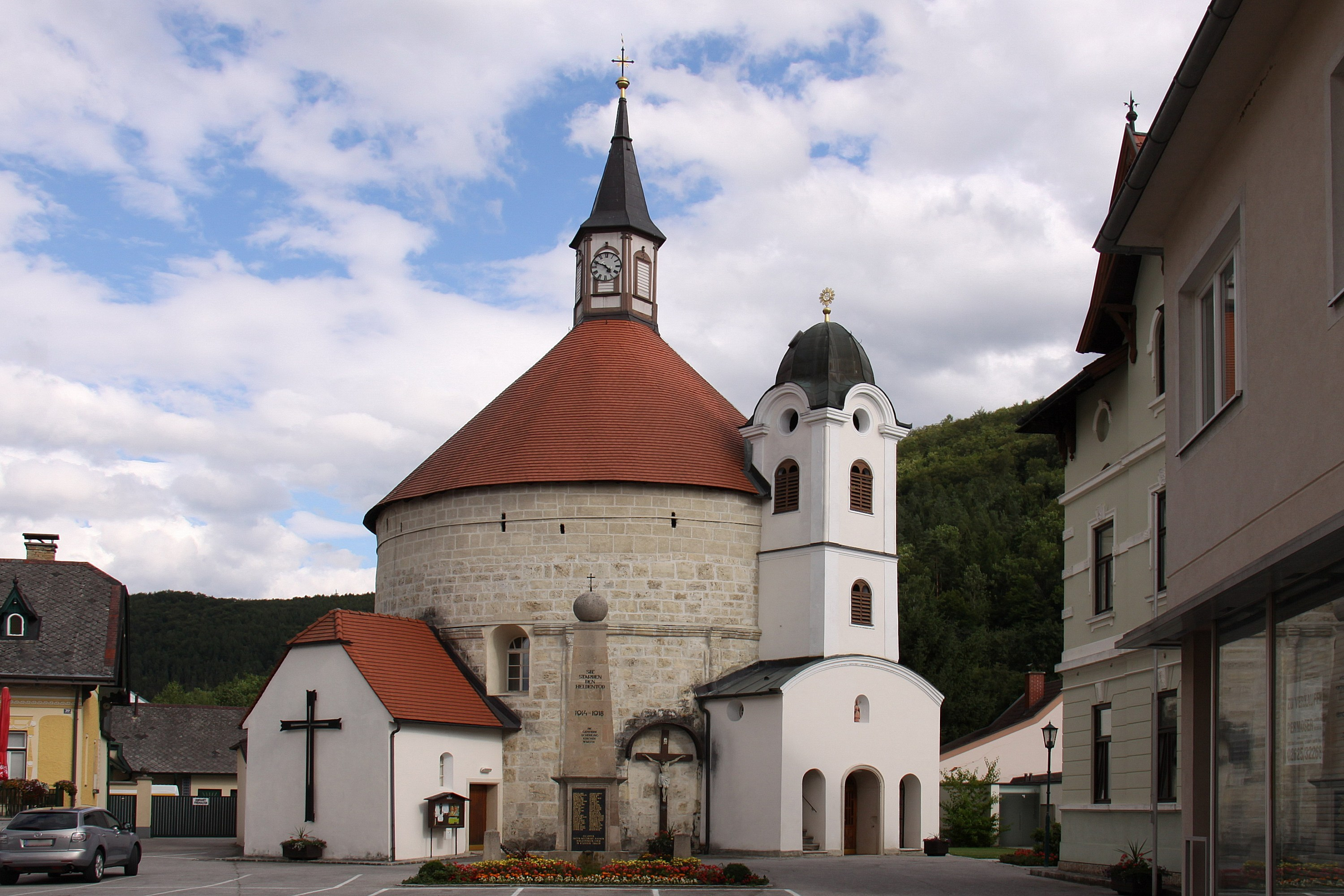
Pfarrkirche Scheiblingkirchen

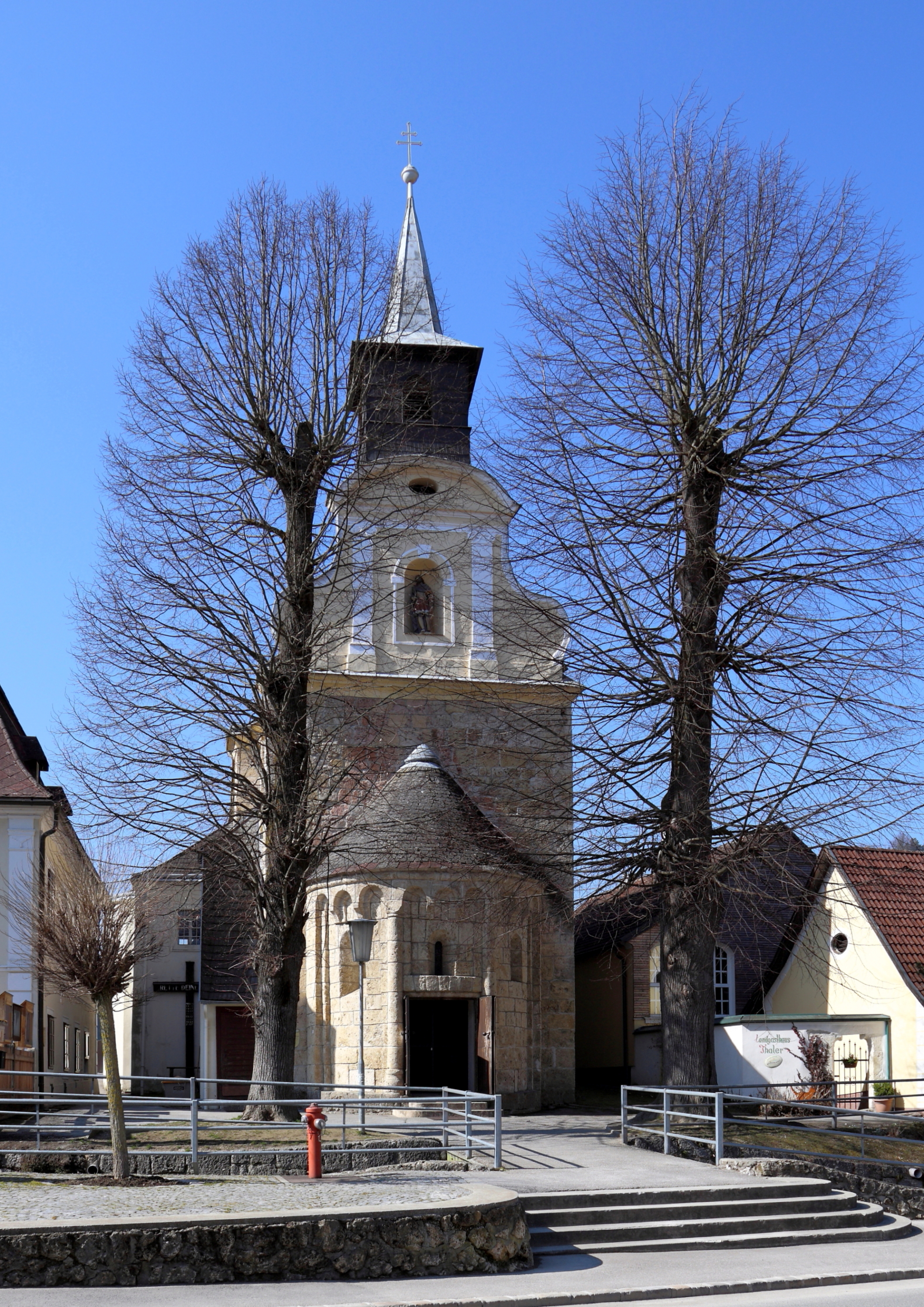
Pfarrkirche Thernberg

- Katholische Pfarrkirche Scheiblingkirchen Hll. Maria Magdalena und Rupert von Salzburg
- Katholische Pfarrkirche Thernberg Unbefleckte Empfängnis Mariens
- Burgruine Türkensturz im gleichnamigen Naturpark
- Die Ruinen Thernberg sind noch gut zu erkennen, aber nicht mehr zu besichtigen.
- Erzherzog Johann-Dokumentation im Thernberger Mesnerhaus

Im Sommer 2021 entstand in Thernberg unter der Regie von Michael Riebl die ORF/BR-Miniserie Alles finster über einen Blackout in der fiktiven Gemeinde Kekenberg an der Della.

## Wirtschaft
Nichtlandwirtschaftliche Arbeitsstätten gab es im Jahr 2001 69, land- und forstwirtschaftliche Betriebe nach der Erhebung 1999 118. Die Zahl der Erwerbstätigen am Wohnort betrug nach der Volkszählung 2001 815. Die Erwerbsquote lag 2001 bei 45,57 Prozent.

### Tourismus
Durch den Ort Scheiblingkirchen verläuft der Nordalpenweg, ein österreichischer Weitwanderweg.

## Politik

### Gemeinderat
Der Gemeinderat hat 19 Mitglieder.

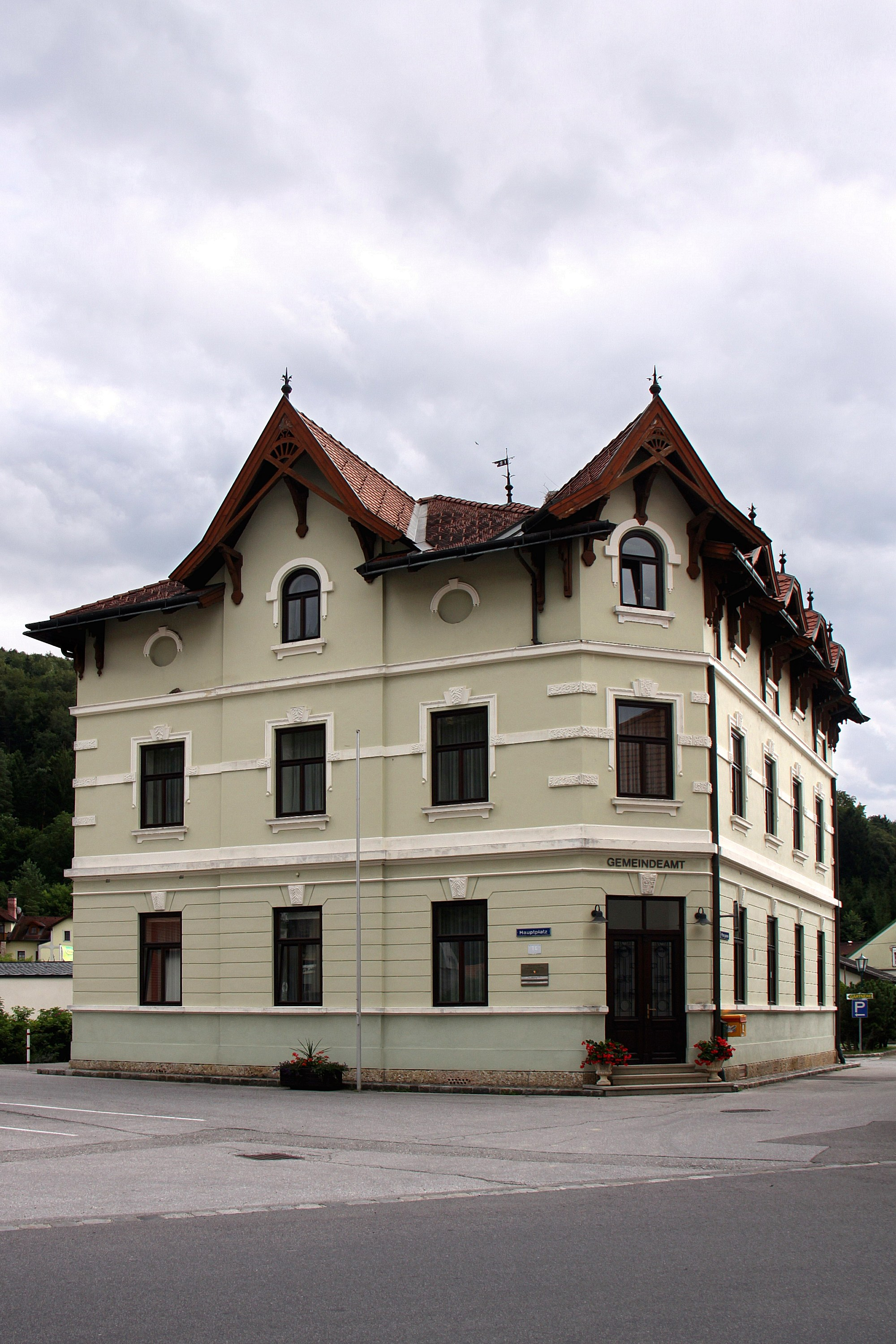
Gemeindeamt im ehemaligen Hotel Tauchner

- Mit den Gemeinderatswahlen in Niederösterreich 1990 hatte der Gemeinderat folgende Verteilung: 13 ÖVP, 4 SPÖ, 1 Grüne, und 1 FPÖ.
- Mit den Gemeinderatswahlen in Niederösterreich 1995 hatte der Gemeinderat folgende Verteilung: 14 ÖVP, 3 SPÖ, 1 FPÖ, und 1 Grüne.[6]
- Mit den Gemeinderatswahlen in Niederösterreich 2000 hatte der Gemeinderat folgende Verteilung: 13 ÖVP, 4 SPÖ, 1 FPÖ, und 1 Grüne.[7]
- Mit den Gemeinderatswahlen in Niederösterreich 2005 hatte der Gemeinderat folgende Verteilung: 14 ÖVP, 4 SPÖ, und 1 Grüne.[8]
- Mit den Gemeinderatswahlen in Niederösterreich 2010 hatte der Gemeinderat folgende Verteilung: 14 ÖVP, und 5 SPÖ.[9]
- Mit den Gemeinderatswahlen in Niederösterreich 2015 hatte der Gemeinderat folgende Verteilung: 14 ÖVP, 3 SPÖ, und 2 FPÖ.[10]
- Mit den Gemeinderatswahlen in Niederösterreich 2020 hatte der Gemeinderat folgende Verteilung: 12 ÖVP, 3 Grüne, 2 SPÖ, und 2 FPÖ.[11]
- Mit den Gemeinderatswahlen in Niederösterreich 2025 hat der Gemeinderat folgende Verteilung: 12 ÖVP, 4 FPÖ, 2 SPÖ und 1 Grüne.[12]

### Bürgermeister
- bis 2012 Karl Stangl (ÖVP)
- 2012 bis 2024 Johann Lindner (ÖVP)[13]
- seit 2024 Waltraud Ungersböck (ÖVP)[14]

## Öffentliche Einrichtungen
In der Gemeinde befinden sich zwei Kindergärten, zwei Volksschulen und eine Neue Mittelschule.

## Persönlichkeiten
- Roman Haller (* 1898), vom Volksgericht verurteilt wegen Denunziation zur Strafe des Kerkers für die Dauer von zwei Jahren[16]
- Waltraud Ungersböck (* 1976), Landtagsabgeordnete und Bürgermeisterin[17][18]
- Jürgen Handler (* 1977), Abgeordneter zum Landtag von Niederösterreich
- Matthias Lindner (* 1988), Fußballspieler